# Manuel Sadosky

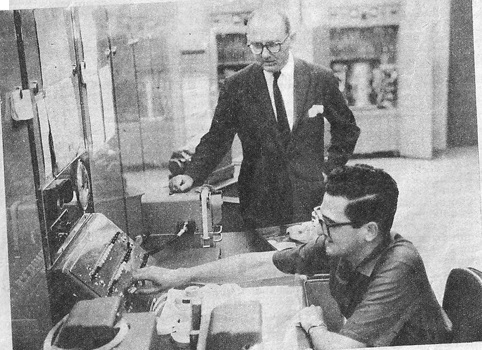
Manuel Sadosky und Juan Carlos Angio, mit dem Computer „Clementina“, um 1961

 Manuel Sadosky  (* 13. April 1914 in Buenos Aires in Argentinien; † 18. Juni 2005 ebenda) war ein argentinischer Mathematiker, Hochschullehrer und Politiker.

## Leben und Werk
Sadosky wurde als Sohn russischer Einwanderer geboren und besuchte die Grund- und Sekundarstufe der Escuela Mariano Acosta in Buenos Aires. 1932 begann er sein Studium an der Universidad de Buenos Aires. 1940 promovierte er bei Esteban Terradas i Illa mit der Dissertation: Sobre los métodos de resolución aproximada de ciertas ecuaciones de la Físicomatemática. Er begann sofort an dieser Universität und an der Universidad Nacional de La Plata zu lehren. 
Von 1946 bis 1948 forschte er mit einem Stipendium der französischen Regierung in Europa. 1949 kehrte er nach Buenos Aires zurück, wo er an der Fakultät für Naturwissenschaften der Universität von Buenos Aires (UBA) und am Radiotechnischen Institut arbeitete. Als er aus politischen Gründen die Universität verließ, widmete er sich der Übersetzung und Veröffentlichung von wissenschaftlichen Büchern. Ab 1955 lehrte er wieder an der Universität von Buenos Aires, zunächst an der Fakultät für Ingenieurwissenschaften und dann an der Fakultät für Naturwissenschaften, deren Vizedekan er von 1959 bis 1966 war. Zwischen 1961 und 1966 leitete er das Institute of Calculation, in dem mit Clementina, dem ersten Computer in Südamerika, innovative Projekte durchgeführt wurden. 1966 musste er die Universität wieder verlassen und zog nach Uruguay. Als er nach Argentinien zurückkehrte, drohte man ihn zu töten und er floh 1974 wiederum. Mit der Rückkehr der Demokratie nach Argentinien im Jahr 1983 ernannte ihn Präsident Raúl Alfonsín zum Minister für Wissenschaft und Technologie (bis 1989). 1985 wurde er emeritierter Professor der Universität von Buenos Aires.
Einer seiner wichtigsten Beiträge zur Informatik in dieser Zeit war 1986 die Gründung der ESLAI (Latin American School of Higher Informatics), die während der Präsidentschaft von Carlos Menem im September 1990 wegen fehlender finanzieller Unterstützung wieder geschlossen werden musste.
Sadosky war mit der Mathematikerin Cora Ratto de Sadosky verheiratet. Ihre Tochter Cora Sadosky war Professorin für Mathematik an der Howard University.

## Veröffentlichungen (Auswahl)
- Manuel Sadosky, Rebeca Guber: Elementos de Calculo Diferencial e Integral (Spanish Edition), 2004, ISBN 978-950-553-122-6
- Cherep de Guber, Rebeca; Manuel Sadosky: Elementos de Calculo Diferencial E Integral T 2 (Spanish Edition), 1972, ISBN 978-950-553-000-7